# Liste des chaînes de télévision en France
 (mai 2025).
 (mai 2025).
Si vous disposez d'ouvrages ou d'articles de référence ou si vous connaissez des sites web de qualité traitant du thème abordé ici, merci de compléter l'article en donnant les références utiles à sa vérifiabilité et en les liant à la section « Notes et références ».
Pour les autres articles nationaux ou selon les autres juridictions, voir Liste de chaînes de télévision par pays.
Cet article présente la liste des chaînes de télévision francophones avec ou sans abonnement, accessibles en France, disponibles sur la TNT, le satellite, la diffusion vidéo en flux et sur les réseaux câblés.
Au 31 décembre 2023, on compte 30 services de télévision à vocation nationale diffusés en métropole par voie hertzienne terrestre, dont 25 accessibles sans abonnement et 5 commercialisés sous condition d’accès payant. 
Parmi l'offre TNT, 28 de ces services sont télédiffusés en haute définition et 56 services de télévision à vocation locale sont autorisés à émettre leurs programmes par voie hertzienne terrestre, dont 43 sur le territoire métropolitain et 13 sur les territoires ultramarins. En complément, 293 services (hors services de télévision destinés aux informations sur la vie locale) ont été conventionnés ou déclarés pour une diffusion sur les réseaux n’exploitant pas de fréquence assignée par l’Arcom par câble, satellite, opérateur TV IP, réseau de télécommunication mobile, internet….

## Liste alphabétique des chaînes de télévision en France
| Logo | Nom                         | Genre                  | Propriétaire |
| ---- | --------------------------- | ---------------------- | --- |
|      | 6ter                        | Généraliste            | Groupe M6 |
|      | 13ème Rue                   | Cinéma Série           | NBC Universal Global Networks France |
|      | AB1                         | Divertissement         | Mediawan Thematics |
|      | Action                      | Cinéma                 | Mediawan Thematics |
|      | After Foot TV               | Information Sportive   | RMC BFM |
|      | Animaux                     | Documentaire           | Mediawan Thematics |
|      | Arte                        | Généraliste            | Arte France / Arte Deutschland TV |
|      | Astrocenter TV              | Autres                 | MyBestPro |
|      | Auto Plus TV                | Documentaire           | Reworld Media Télévisions |
|      | Automoto La Chaîne          | Sport                  | Mediawan Thematics |
|      | B SMART                     | Information économique | Groupe Ficade |
|      | Baby TV                     | Jeunesse               | The Walt Disney Company France |
|      | Bblack Africa               | Musical                | Bblack |
|      | Bblack Caribbean            | Musical                | Bblack |
|      | Bblack Classic              | Musical                | Bblack |
|      | beIN Sports 1               | Sport                  | BeIn Media Group |
|      | beIN Sports 2               | Sport                  | BeIn Media Group |
|      | beIN Sports 3               | Sport                  | BeIn Media Group |
|      | beIN Sports MAX 4           | Sport                  | BeIn Media Group |
|      | beIN Sports MAX 5           | Sport                  | BeIn Media Group |
|      | beIN Sports MAX 6           | Sport                  | BeIn Media Group |
|      | beIN Sports MAX 7           | Sport                  | BeIn Media Group |
|      | beIN Sports MAX 8           | Sport                  | BeIn Media Group |
|      | beIN Sports MAX 9           | Sport                  | BeIn Media Group |
|      | beIN Sports MAX 10          | Sport                  | BeIn Media Group |
|      | BET                         | Divertissement         | Paramount Networks France |
|      | BFM2                        | Information            | RMC BFM |
|      | BFM Business                | Information économique | RMC BFM |
|      | BFM TV                      | Information            | RMC BFM |
|      | Boomerang                   | Jeunesse               | Warner Bros. Discovery France |
|      | Boomerang +1                | Jeunesse               | Warner Bros. Discovery France |
|      | Canal J                     | Jeunesse               | Groupe M6 |
|      | Canal+                      | Généraliste            | Canal+ |
|      | Canal+ Box Office           | Cinéma                 | Canal+ |
|      | Canal+ Cinéma(s)            | Cinéma                 | Canal+ |
|      | Canal+ Docs                 | Documentaire           | Canal+ |
|      | Canal+ Foot                 | Sport                  | Canal+ |
|      | Canal+ Grand Écran          | Cinéma                 | Canal+ |
|      | Canal+ Kids                 | Jeunesse               | Canal+ |
|      | Canal+ Live 1 à 19          | Sport                  | Canal+ |
|      | Canal+ Premier League       | Sport                  | Canal+ |
|      | Canal+ Séries               | Série                  | Canal+ |
|      | Canal+ Sport                | Sport                  | Canal+ |
|      | Canal+ Sport 360            | Sport                  | Canal+ |
|      | Cartoon Network             | Jeunesse               | Warner Bros. Discovery France |
|      | Cartoonito                  | Jeunesse               | Warner Bros. Discovery France |
|      | Chasse & Pêche              | Documentaire           | Mediawan Thematics |
|      | Chérie 25                   | Généraliste            | NRJ Group |
|      | Ciné+ Classic               | Cinéma                 | Canal+ |
|      | Ciné+ Émotion               | Cinéma                 | Canal+ |
|      | Ciné+ Family                | Cinéma                 | Canal+ |
|      | Ciné+ Festival              | Cinéma                 | Canal+ |
|      | Ciné+ Frisson               | Cinéma                 | Canal+ |
|      | Club MTV                    | Musical                | Paramount Networks EMEAA |
|      | Clubbing TV                 | Musical                | Mediawan Thematics |
|      | CNews                       | Information            | Canal+ |
|      | Comédie+                    | Divertissement         | Canal+ |
|      | Comedy Central              | Divertissement         | Paramount Networks France |
|      | Crime District              | Documentaire           | Mediawan Thematics |
|      | CStar                       | Généraliste            | Canal+ |
|      | CStar Hits France           | Musical                | Canal+ |
|      | DAZN 1                      | Sport                  | DAZN Group |
|      | DAZN 2                      | Sport                  | DAZN Group |
|      | DAZN 3                      | Sport                  | DAZN Group |
|      | DAZN 4                      | Sport                  | DAZN Group |
|      | DAZN 5                      | Sport                  | DAZN Group |
|      | Demain TV                   | Autres                 | Pierre Azoulay |
|      | Discovery Channel           | Documentaire           | Warner Bros. Discovery France |
|      | Disney Channel              | Jeunesse               | The Walt Disney Company France |
|      | Drive-in Movie Channel      | Cinéma                 | Laurent Zameczkowski / Decland Limited |
|      | DreamWorks TV               | Jeunesse               | NBC Universal Global Networks France |
|      | E!                          | Divertissement         | NBC Universal Global Networks France |
|      | Equidia                     | Sport                  | France Galop / LeTROT / PMU |
|      | Eurochannel                 | Cinéma Série           | Gustavo Vainstein |
|      | Euronews                    | Information            | Euronews SA |
|      | Eurosport 1                 | Sport                  | Warner Bros. Discovery France |
|      | Eurosport 2                 | Sport                  | Warner Bros. Discovery France |
|      | Eurosport 360° 1 à 32       | Sport                  | Warner Bros. Discovery France |
|      | Fashion TV                  | Divertissement         | Michel Adam Lisowski (en) |
|      | France 2                    | Généraliste            | France Télévisions |
|      | France 2 UHD                | Généraliste            | France Télévisions |
|      | France 3                    | Généraliste            | France Télévisions |
|      | France 4                    | Jeunesse               | France Télévisions |
|      | France 5                    | Documentaire           | France Télévisions |
|      | France 24 Français          | Information            | France Médias Monde |
|      | France Info                 | Information            | France Télévisions / Radio France / France Médias Monde / INA                                                                                  |
|      | Game One                    | Jeune Adulte           | Paramount Networks France |
|      | Game One +1                 | Jeune Adulte           | Paramount Networks France |
|      | Golf+                       | Sport                  | Canal+ |
|      | Gong                        | Jeune Adulte           | Gong MEDIA |
|      | Gong Max                    | Jeune Adulte           | Gong MEDIA |
|      | Gulli                       | Jeunesse               | Groupe M6 |
|      | Histoire TV                 | Documentaire           | Groupe TF1 |
|      | i24NEWS Français            | Information            | Altice USA |
|      | ID                          | Documentaire           | Warner Bros. Discovery France |
|      | Infosport+                  | Information Sportive   | Canal+ |
|      | J-One                       | Jeune Adulte           | Paramount Networks France |
|      | KTO                         | Religieuse             | Jean-Michel di Falco |
|      | L'Esprit Sorcier TV         | Documentaire           | |
|      | La chaîne L'Équipe          | Sport                  | Groupe Amaury |
|      | La Chaîne Météo             | Information Météo      | Météo Consult |
|      | La Chaîne parlementaire     | Information            | Assemblée Nationale / Sénat |
|      | Le Média                    | Information            | |
|      | LCI                         | Information            | Groupe TF1 |
|      | LCP - Assemblée nationale   | Information            | Assemblée Nationale |
|      | Lucky Jack.tv               | Sport                  | Mediawan Thematics |
|      | Luxe.TV                     | Divertissement         | Jean Stock Opuntia S.A |
|      | M6                          | Généraliste            | Groupe M6 |
|      | M6 Music                    | Musical                | Groupe M6 |
|      | Maison & Travaux TV         | Documentaire           | Reworld Media Télévisions |
|      | Mangas                      | Jeune Adulte           | Mediawan Thematics |
|      | Marmiton TV                 | Documentaire           | Reworld Media Télévisions |
|      | MCM                         | Divertissement         | Groupe M6 |
|      | MCM Top                     | Musical                | Groupe M6 |
|      | Melody                      | Musical                | Groupe SECOM |
|      | Melody d'Afrique            | Musical                | Groupe SECOM |
|      | Men's UP TV                 | Autres                 | Groupe Horyzon |
|      | Mezzo                       | Musical                | Canal+ / Groupe Les Échos-Le Parisien |
|      | Mezzo Live                  | Musical                | Canal+ / Groupe Les Échos-Le Parisien |
|      | MGG TV                      | Jeune Adulte           | Webedia |
|      | MTV                         | Divertissement         | Paramount Networks France |
|      | MTV 00s (en)                | Musical                | Paramount Networks EMEAA |
|      | MTV 80s (en)                | Musical                | Paramount Networks EMEAA |
|      | MTV 90s (en)                | Musical                | Paramount Networks EMEAA |
|      | MTV Hits                    | Musical                | Paramount Networks France |
|      | Museum TV                   | Documentaire           | Groupe SECOM |
|      | My Zen Nature               | Documentaire           | Groupe SECOM |
|      | My Zen TV                   | Documentaire           | Groupe SECOM |
|      | National Geographic         | Documentaire           | The Walt Disney Company France |
|      | Nautical Channel            | Sport                  | RCS MediaGroup |
|      | Nickelodeon                 | Jeunesse               | Paramount Networks France |
|      | Nickelodeon +1              | Jeunesse               | Paramount Networks France |
|      | Nickelodeon Junior          | Jeunesse               | Paramount Networks France |
|      | NickToons                   | Jeunesse               | Paramount Networks France |
|      | Novelas TV                  | Cinéma Séries          | Canal+ Afrique |
|      | Novo 19                     | Généraliste            | Groupe SIPA Ouest-France |
|      | NRJ Hits                    | Musical                | NRJ Group |
|      | OCS                         | Cinéma Série           | Canal+ |
|      | OL Play                     | Sport                  | Olympique Lyonnais |
|      | Olympia TV                  | Divertissement         | Canal+ |
|      | Paramount Network           | Cinéma Série           | Paramount Networks France |
|      | Paramount Network Décalé    | Cinéma Série           | Paramount Networks France |
|      | Paris Première              | Généraliste            | Groupe M6 |
|      | Piwi+                       | Jeunesse               | Canal+ |
|      | Planète+                    | Documentaire           | Canal+ |
|      | Planète+ Aventure           | Documentaire           | Canal+ |
|      | Planète+ Crime              | Documentaire           | Canal+ |
|      | Polar+                      | Cinéma Série           | Canal+ |
|      | Public Sénat                | Information            | Sénat |
|      | RFM TV                      | Musical                | Groupe M6 |
|      | RMC Découverte              | Documentaire           | RMC BFM |
|      | RMC Sport Access            | Sport                  | Altice France |
|      | RMC Sport 1                 | Sport                  | Altice France |
|      | RMC Sport Live 2            | Sport                  | Altice France |
|      | RMC Sport Live 3            | Sport                  | Altice France |
|      | RMC Sport Live 4            | Sport                  | Altice France |
|      | RMC Story                   | Documentaire           | RMC BFM |
|      | RTL9                        | Généraliste            | Mediawan Thematics |
|      | Science & Vie TV            | Documentaire           | Mediawan Thematics / Reworld Media Télévisions                                                                                                 |
|      | Seasons                     | Documentaire           | Canal+ |
|      | Série Club                  | Série                  | Groupe TF1 / Groupe M6 |
|      | Souvenirs from Earth        | Documentaire           | Marcus Kreiss et Alec Crichton |
|      | Sport en France             | Sport                  | Reworld Media Télévisions |
|      | Stingray Classica (en)      | Musical                | Groupe Stingray |
|      | Stingray CMusic (en)        | Musical                | Groupe Stingray |
|      | Stingray Djazz              | Musical                | Groupe Stingray |
|      | Stingray Festival 4K        | Musical                | Groupe Stingray |
|      | Stingray iConcerts          | Musical                | Groupe Stingray |
|      | Syfy                        | Cinéma Série           | NBC Universal Global Networks France |
|      | T18                         | Généraliste            | CMI France |
|      | TCM Cinéma                  | Cinéma                 | Warner Bros. Discovery France |
|      | Tech & Co                   | Information Tech       | RMC BFM |
|      | Télétoon+                   | Jeunesse               | Canal+ |
|      | Télétoon+1                  | Jeunesse               | Canal+ |
|      | Téva                        | Généraliste            | Groupe M6 |
|      | TF1                         | Généraliste            | Groupe TF1 |
|      | TF1 Séries Films            | Cinéma Série           | Groupe TF1 |
|      | TFX                         | Généraliste            | Groupe TF1 |
|      | TiJi                        | Jeunesse               | Groupe M6 |
|      | TLC                         | Divertissement         | Warner Bros. Discovery France |
|      | TMC                         | Généraliste            | Groupe TF1 |
|      | Top Santé TV                | Documentaire           | Reworld Media Télévisions |
|      | Toute l'Histoire            | Documentaire           | Mediawan Thematics |
|      | Trace Africa                | Musical                | Trace Group |
|      | Trace Caribbean             | Musical                | Trace Group |
|      | Trace Gospel                | Musical                | Trace Group |
|      | Trace Latina                | Musical                | Trace Group |
|      | Trace Sport Stars           | Divertissement / Sport | Trace Group |
|      | Trace Urban / Trace Hip-Hop | Musical                | Trace Group |
|      | Trek                        | Documentaire           | Mediawan Thematics |
|      | TV Breizh                   | Généraliste            | Groupe TF1 |
|      | TV Pitchoun                 | Jeunesse               | Pitchoun Médias |
|      | TV Pitchoun +1              | Jeunesse               | Pitchoun Médias |
|      | TV5 Monde                   | Généraliste            | France Télévisions / France Médias Monde / RTS (SRG SSR) / RTBF / Société Radio-Canada / Monte Carlo Riviera / Télé-Québec / Arte France / INA |
|      | Ushuaïa TV                  | Documentaire           | Groupe TF1 |
|      | W9                          | Généraliste            | Groupe M6 |
|      | Warner TV                   | Cinéma Série           | Warner Bros. Discovery France |
| /    | Warner TV Next / Adult Swim | Jeune Adulte           | Warner Bros. Discovery France |